# Cogebanque
 (décembre 2016).
La Compagnie générale de banque (Cogebanque), parfois appelée Cogebank, est une banque commerciale multinationale rwandaise. La banque est l'une des banques commerciales de la République du Rwanda, autorisée par la Banque nationale du Rwanda, le régulateur bancaire national.
En décembre 2014, l'actif total de la banque était évalué à plus de 192,2 millions de dollars américains (134 milliards de francs), avec des capitaux propres évalués à 19,65 millions de dollars (13,7 milliards de francs).

## Histoire
Cogebanque a été créé en juillet 1999 par quarante-deux investisseurs privés rwandais. À cette époque, la compagnie d'assurances Compagnie générale d'assurance et de réassurance (COGEAR), était le plus grand actionnaire, avec 34 % de propriété. Au début, l'accent était mis sur les petites et moyennes entreprises (PME), l'agriculture et les industries de services. En 2008, trois nouveaux investisseurs internationaux ont versé 6 millions de dollars américains pour une participation de 40 % dans la banque. Les nouveaux investisseurs comprenaient :
- ShoreCap International (SCI) de Chicago, Illinois, États-Unis
- la Société belge d'investissement pour les pays en développement (BIO)
- AfricaInvest, une société d'investissement basée en Tunisie.

Ces opérations, initiées en 2008, ont été conclues au début de 2010. Les investisseurs rwandais d'origine détiennent une participation de 60 % dans la banque restructurée. En 2016, pendant la visite du roi du Maroc à Rwanda, le groupe marocain Attijariwafa Bank rachète 75 % du capital de Cogebank.